# روجيليو أرانغو
روجيليو أرانغو (بالإنجليزية: Rogelio Arango)‏ ولد بتاريخ 17 مايو 1959 في تنريفي، ماجدالينا، كولومبيا، هو دراج كولومبي سابق. سبق أن شارك في دورة الألعاب الأولمبية الصيفية.

## روابط خارجية
- روجيليو أرانغو على موقع أرشيف الدراجات (الإنجليزية)
- روجيليو أرانغو على موقع إحصائيات الدراجات الإحترافية (الإنجليزية)
- روجيليو أرانغو على موقع أوليمبيديا (الإنجليزية)